# Sturmholz

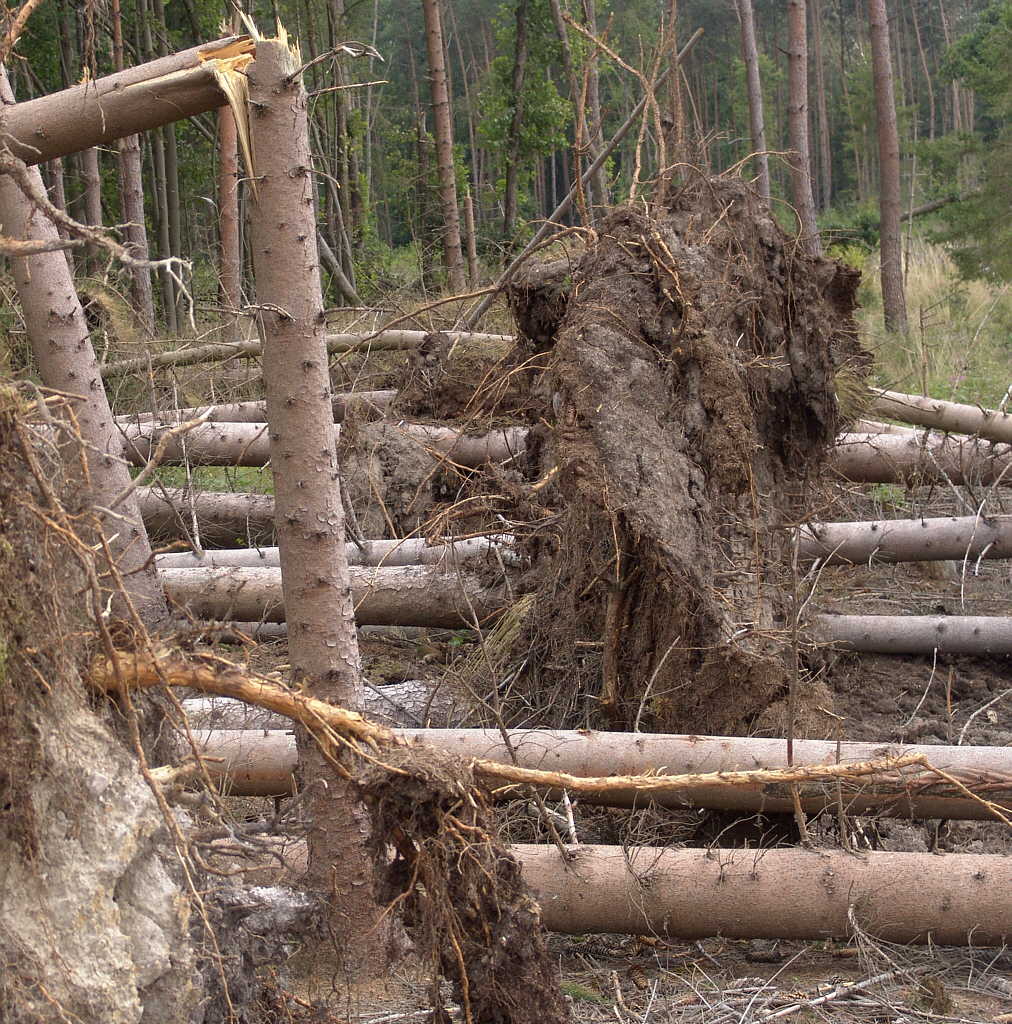
Windbruch und Windwurf im Fichtenwald nach einem Sturm mit Orkanstärke

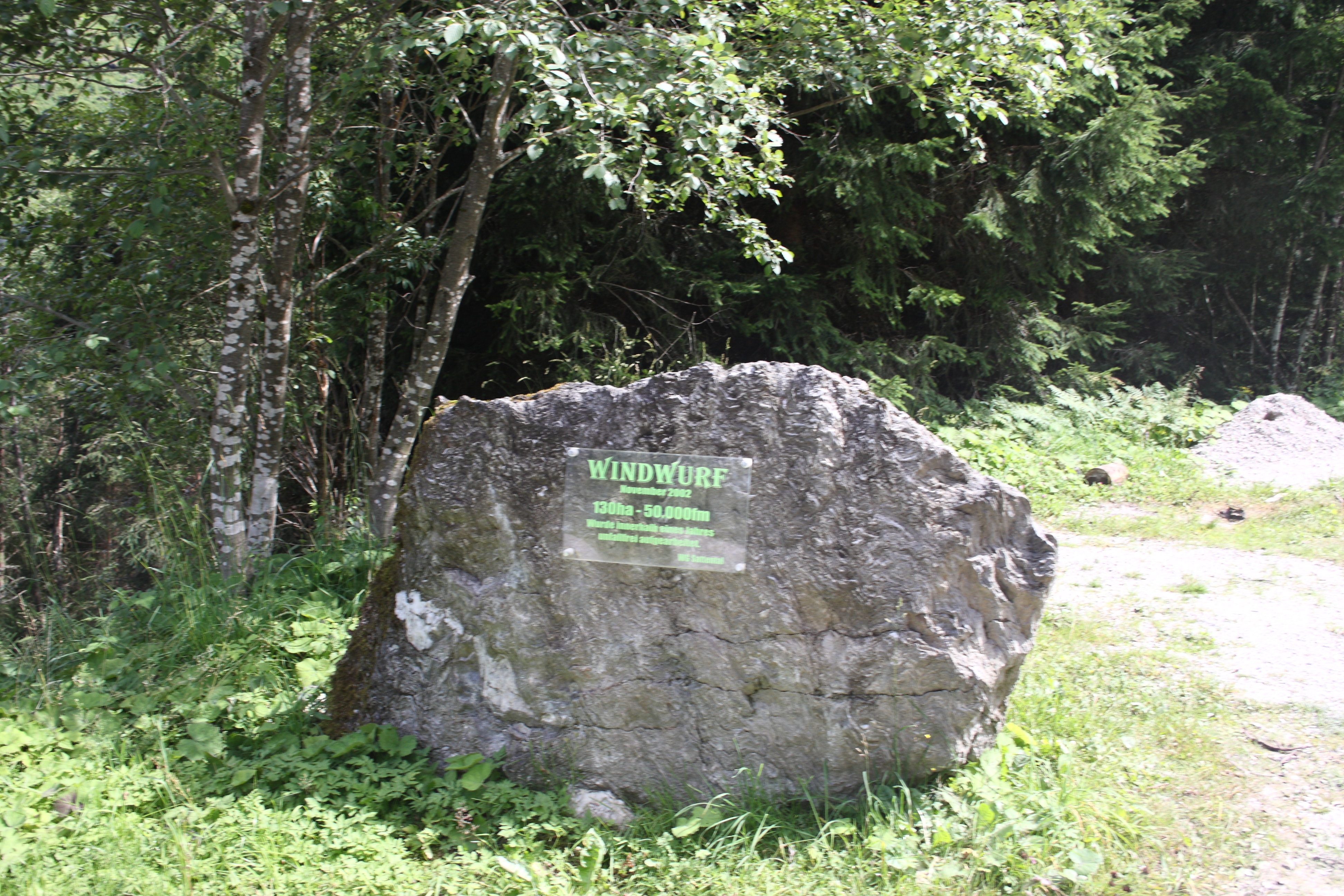
Gedenktafel an große Schäden im Jahr 2002 in der Steiermark

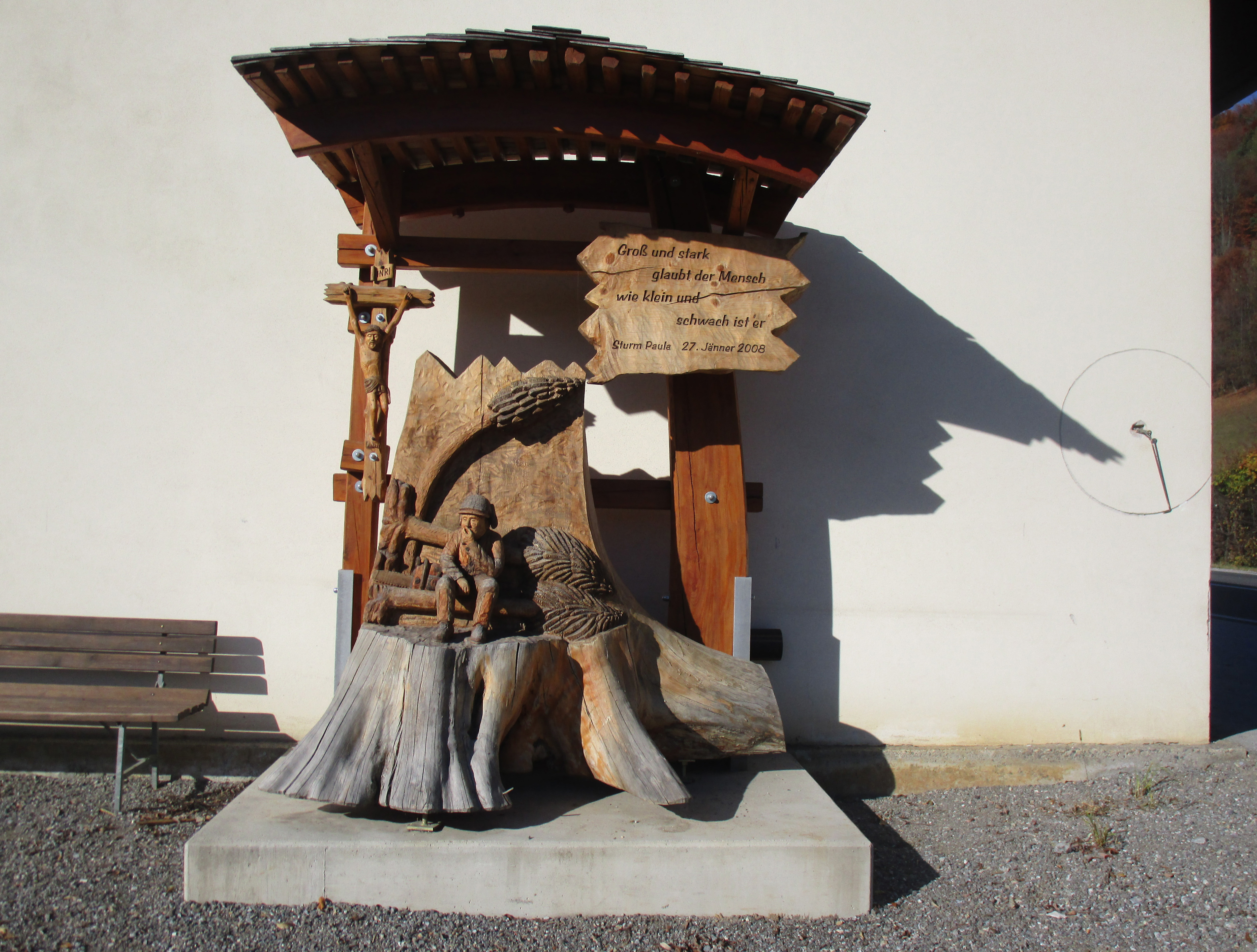
Denkmal in Naas zum Windbruch durch Sturm Paula 27. Jänner 2008

Sturmholz, auch Windwurf oder Windbruch genannt, bezeichnet die aufgrund von starken Stürmen oder Orkanen entwurzelten oder geknickten Bäume. Dies kann an einzelnen Bäumen oder flächenmäßig auftreten, wobei Letzteres insbesondere bei großen Fichten-Monokulturen auftritt und meist mit sehr hohen Schadenssummen einhergeht. In der Forstwirtschaft werden die abgängigen Sturmholzbestände zur Kalamität gezählt.
Beim Windwurf reicht die Verankerung des Baumes im Boden durch die Wurzeln nicht aus und der Stamm wird samt Wurzelballen umgeworfen. Beim Windbruch hält die Bodenverankerung stand, jedoch wird die Biegefestigkeit des Stammes überschritten und er bricht.
Die größten Windbruchschäden entstehen in Mitteleuropa in der Regel durch Herbst- und Winterstürme. Besonders viel Sturmholz verursachten dort zum Beispiel die Orkane Wiebke 1990, Lothar 1999, Kyrill 2007 und Friederike 2018.

## Folgen
Bei großen Sturmschäden kommt es zu einem Überangebot an Holz, wodurch die Holzpreise der betroffenen Qualitäten auf dem Markt oft deutlich sinken. Deshalb stellt Windbruch auch für nicht direkt betroffene Waldbesitzer meist eine finanzielle Einbuße dar. Dieses liegt daran, dass Holz nicht unbegrenzt lagerfähig ist, ohne an Qualität und damit im Preis zu verlieren. Allerdings werden die finanziellen Einbußen durch eine besondere ertragssteuerliche Behandlung der Kalamitätsnutzung gemildert.
Auf der anderen Seite bieten die vom Wind entwurzelten Bäume als Totholz einen idealen Lebensraum für Pilze oder Insekten. Neben positiven Effekten für den Naturschutz kann dieses aber auch eine starke Vermehrung von Schädlingen, wie z. B. den Borkenkäfern und Käferjahre, bedeuten. Diese Gefahr ist besonders in Nadelwäldern von Bedeutung. 
Windbruch kann insbesondere Forststraßen und Wanderwege verlegen und damit Fortkommen und Orientierung stark erschweren.

## Beseitigung

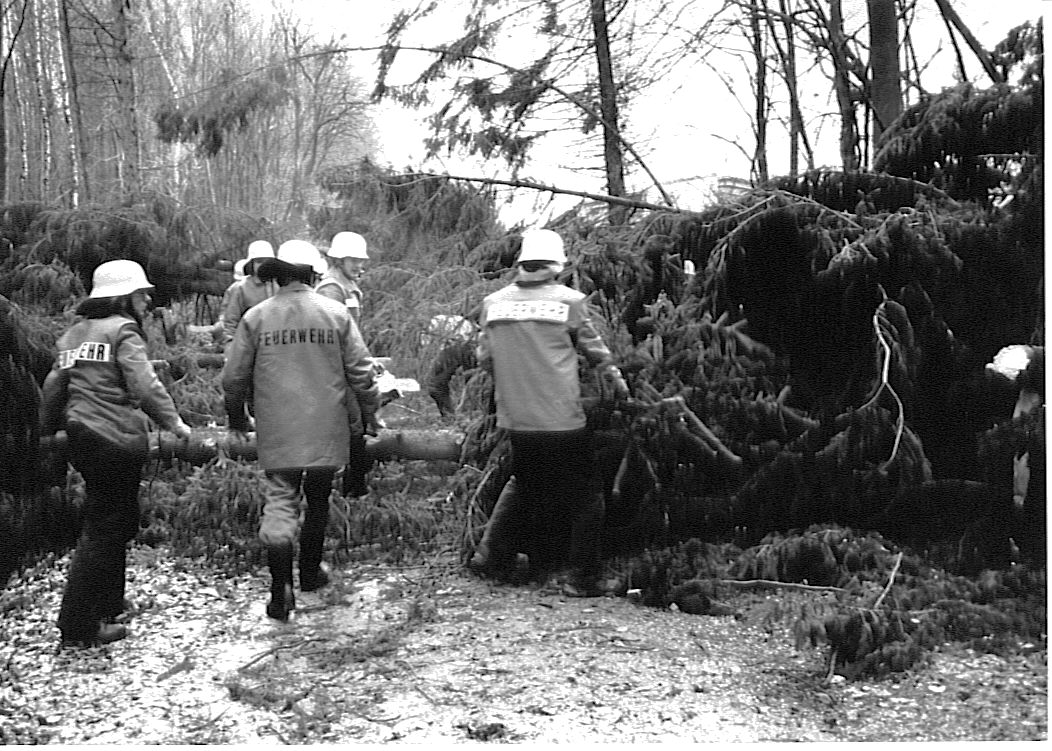
Beseitigung von Windwurf durch die Feuerwehr

Die Aufarbeitung von Sturmholz gehört zu den gefährlichsten Tätigkeiten bei der Waldarbeit. Nach Sturmschäden häufen sich die schweren Verletzungen oder gar Todesfolgen bei der Aufarbeitung. Deshalb sind spezielle Kurse und/oder maschineller Einsatz (Harvester) unbedingt zu empfehlen. Da ein Einsatz der Säge an unter Spannung stehenden Stämmen lebensgefährlich ist, werden gelegentlich sogar Sprengungen eingesetzt.